# Will Bratt
Pour les articles homonymes, voir Bratt.
Will Bratt, né le 13 avril 1988 à Oxford (Royaume-Uni), est un pilote automobile britannique.

## Carrière
- 2003 : T Cars, 4e (1 victoire)
- 2004 : T Cars, champion (14 victoires)
- 2004 : Championnat de Grande-Bretagne de Formule Renault hivernal, 11e
- 2005 : Championnat de Grande-Bretagne de Formule Renault, 15e
- 2005 : Championnat de Grande-Bretagne de Formule Renault hivernal, 9e
- 2006 : Championnat de Grande-Bretagne de Formule Renault, 8e (1 victoire)
- 2007 : Championnat de Grande-Bretagne de Formule Renault, 3e (4 victoires)
- 2007 : Formule Palmer Audi Automne, 2e
- 2008 : Championnat d'Espagne de Formule 3, 6e
- 2009 : Euroseries 3000, champion (4 victoires)
- 2010 : GP2 Asia Series, non classé
- 2010 : Formule 2, 5e
- 2011 : Formule 2, 9e
- 2012 : British Touring Car Championship, 20e
- 2013 : British Touring Car Championship, 19e
- 2015 : Formula Renault 3.5 Series, 27e
- 2018 : Porsche Carrera Cup Grande-Bretagne, 7e
- 2019 : Porsche Carrera Cup Grande-Bretagne, non classé
- 2021 : Porsche Carrera Cup Grande-Bretagne, 9e en octobre
- 2023 : Michelin Le Mans Cup LMP3, non classé[2]